# Campeonato Brasileiro Série D 2019
Il Campeonato Brasileiro Série D 2019 è stata la 11ª edizione del Campeonato Brasileiro Série D.

## Squadre partecipanti
| Squadra (Città)                              | Stato               | Motivo qualificazione                                      |
| -------------------------------------------- | ------------------- | ---------------------------------------------------------- |
| Altos (Altos)                                | Piauí               | Vincitore del Campionato Piauiense 2018                    |
| América-RN (Natal)                           | Rio Grande do Norte | Miglior classificato del Campionato Potiguar 2018          |
| América-PE (Recife)                          | Pernambuco          | 3° miglior classificato del Campionato Pernambucano 2018   |
| Anapolina (Anápolis)                         | Goiás               | 2° miglior classificato del Campionato Goiano 2018         |
| Aparecidense (Aparecida de Goiânia)          | Goiás               | Miglior classificato del Campionato Goiano 2018            |
| ASA (Arapiraca)                              | Alagoas             | Miglior classificato del Campionato Alagoano 2018          |
| Atlético Cearense (Fortaleza)                | Ceará               | Miglior classificato del Campionato Cearense 2018          |
| Atlético Roraima (Boa Vista)                 | Roraima             | 2° nel Campionato Roraimense 2018                          |
| Atlético Tubarão (Tubarão)                   | Santa Catarina      | Miglior classificato del Campionato Catarinense 2018       |
| Avenida (Santa Cruz do Sul)                  | Rio Grande do Sul   | 2° miglior classificato del Campionato Gaúcho 2018         |
| Bahia de Feira (Feira de Santana)            | Bahia               | 2º miglior classificato del Campionato Baiano 2018         |
| Barcelona-RO (Vilhena)                       | Rondônia            | 2° nel Campionato Rondoniense 2018                         |
| Boavista-RJ (Saquarema)                      | Rio de Janeiro      | Miglior classificato del Campionato Carioca 2018           |
| Bragantino-PA (Bragança)                     | Pará                | Miglior classificato del Campionato Paraense 2018          |
| Brasiliense (Taguatinga)                     | Distretto Federale  | 2° nel Campionato Brasiliense 2018                         |
| Brusque (Brusque)                            | Santa Catarina      | 2° miglior classificato del Campionato Catarinense 2018    |
| Caldense (Poços de Caldas)                   | Minas Gerais        | 3° miglior classificato del Campionato Mineiro 2018        |
| Campinense (Campina Grande)                  | Paraíba             | Miglior classificato del Campionato Paraibano 2018         |
| Caxias (Caxias do Sul)                       | Rio Grande do Sul   | 3° miglior classificato del Campionato Gaúcho 2018         |
| Central-PE (Caruaru)                         | Pernambuco          | Miglior classificato del Campionato Pernambucano 2018      |
| Cianorte (Cianorte)                          | Paraná              | 3° miglior classificato del Campionato Paranaense 2018     |
| Corumbaense (Corumbá)                        | Mato Grosso do Sul  | 2° nel Campionato Sul-Mato-Grossense 2018                  |
| Coruripe (Coruripe)                          | Alagoas             | 2° miglior classificato del Campionato Alagoano 2018       |
| Fast Clube (Manaus)                          | Amazonas            | 2° nel Campionato Amazonense 2018                          |
| Ferroviária (Araraquara)                     | San Paolo           | 2° nella Copa Paulista 2018                                |
| Floresta (Fortaleza)                         | Ceará               | 2º miglior classificato del Campionato Cearense 2018       |
| Fluminense de Feira (Feira de Santana)       | Bahia               | Miglior classificato del Campionato Baiano 2018            |
| Foz do Iguaçu (Foz do Iguaçu)                | Paraná              | Miglior classificato del Campionato Paranaense 2018        |
| Galvez (Rio Branco)                          | Acre                | 2° nel Campionato Acriano 2018                             |
| Gaúcho (Passo Fundo)                         | Rio Grande do Sul   | 2° nella Copa FGF 2018                                     |
| Hercílio Luz (Tubarão)                       | Santa Catarina      | 3° miglior classificato del Campionato Catarinense 2018    |
| Interporto (Porto Nacional)                  | Tocantins           | 3° nel Campionato Tocantinense 2018                        |
| Iporá (Iporá)                                | Goiás               | 3° miglior classificato del Campionato Goiano 2018         |
| Itabaiana (Itabaiana)                        | Sergipe             | 2° miglior classificato del Campionato Sergipano 2018      |
| Itaboraí (Itaboraí)                          | Rio de Janeiro      | 2° nella Copa Rio 2018                                     |
| Ituano (Itu)                                 | San Paolo           | 3° miglior classificato del Campionato Paulista 2018       |
| Jacuipense (Riachão do Jacuípe)              | Bahia               | 3º miglior classificato del Campionato Baiano 2018         |
| Joinville (Joinville)                        | Santa Catarina      | 20º posto in Série C 2018                                  |
| Juazeirense (Juazeiro)                       | Bahia               | 18º posto in Série C 2018                                  |
| Manaus (Manaus)                              | Amazonas            | Vincitore del Campionato Amazonense 2018                   |
| Maranhão (São Luís)                          | Maranhão            | Vincitore della Copa FMF 2018                              |
| Maringá (Maringá)                            | Paraná              | 2° miglior classificato del Campionato Paranaense 2018     |
| Moto Club (São Luís)                         | Maranhão            | Miglior classificato del Campionato Maranhense 2018        |
| Grêmio Novorizontino (Novo Horizonte)        | San Paolo           | 2° miglior classificato del Campionato Paulista 2018       |
| Operário-MS (Campo Grande)                   | Mato Grosso do Sul  | Vincitore del Campionato Sul-Mato-Grossense 2018           |
| Palmas (Palmas)                              | Tocantins           | Vincitore del Campionato Tocantinense 2018                 |
| Patrocinense (Patrocínio)                    | Minas Gerais        | 2° miglior classificato del Campionato Mineiro 2018        |
| Portuguesa-RJ (Rio de Janeiro)               | Rio de Janeiro      | 2° miglior classificato del Campionato Carioca 2018        |
| Real Ariquemes (Ariquemes)                   | Rondônia            | Vincitore del Campionato Rondoniense 2018                  |
| Rio Branco-AC (Rio Branco)                   | Acre                | Vincitore del Campionato Acriano 2018                      |
| River (Teresina)                             | Piauí               | 2° miglior classificato del Campionato Piauiense 2018      |
| Salgueiro (Salgueiro)                        | Pernambuco          | 19º posto in Série C 2018                                  |
| Santa Cruz de Natal (Natal)                  | Rio Grande do Norte | 2° miglior classificato del Campionato Potiguar 2018       |
| Santos-AP (Macapá)                           | Amapá               | 2° nel Campionato Amapaense 2018                           |
| São Caetano (São Caetano do Sul)             | San Paolo           | Miglior classificato del Campionato Paulista 2018          |
| São Raimundo-PA (Santarém)                   | Pará                | 2° miglior classificato del Campionato Paraense 2018       |
| São Raimundo-RR (Boa Vista)                  | Roraima             | Vincitore del Campionato Roraimense 2018                   |
| Sergipe (Aracaju)                            | Sergipe             | Miglior classificato del Campionato Sergipano 2018         |
| Serra (Serra)                                | Espírito Santo      | Vincitore del Campionato Capixaba 2018                     |
| Serrano-PB (Campina Grande)                  | Paraíba             | 2° miglior classificato del Campionato Paraibano 2018      |
| Sinop (Sinop)                                | Mato Grosso         | Miglior classificato del Campionato Mato-Grossense 2018    |
| Sobradinho (Sobradinho)                      | Distretto Federale  | Vincitore del Campionato Brasiliense 2018                  |
| Tupi (Juiz de Fora)                          | Minas Gerais        | 17º posto in Série C 2018                                  |
| União Rondonópolis (Rondonópolis)            | Mato Grosso         | 2° miglior classificato del Campionato Mato-Grossense 2018 |
| URT (Patos de Minas)                         | Minas Gerais        | Miglior classificato del Campionato Mineiro 2018           |
| Vitória das Tabocas (Vitória de Santo Antão) | Pernambuco          | 2° miglior classificato del Campionato Pernambucano 2018   |
| Vitória-ES (Vitória)                         | Espírito Santo      | Vincitore della Copa Espírito Santo 2018                   |
| Ypiranga-AP (Macapá)                         | Amapá               | Vincitore del Campionato Amapaense 2018                    |

## Prima fase

### Gruppo A1
| Pos. | Squadra         | Pt | G | V | N | P | GF | GS | DR  |
| ---- | --------------- | -- | - | - | - | - | -- | -- | --- |
| 1    | São Raimundo-RR | 12 | 6 | 4 | 0 | 2 | 15 | 6  | +9  |
| 2    | Fast Clube      | 9  | 6 | 2 | 3 | 1 | 9  | 5  | +4  |
| 3    | Barcelona-RO    | 8  | 6 | 2 | 2 | 2 | 7  | 10 | -3  |
| 4    | Rio Branco-AC   | 4  | 6 | 1 | 1 | 4 | 6  | 16 | -10 |

### Gruppo A2
| Pos. | Squadra        | Pt | G | V | N | P | GF | GS | DR |
| ---- | -------------- | -- | - | - | - | - | -- | -- | -- |
| 1    | Manaus         | 14 | 6 | 4 | 2 | 0 | 16 | 7  | +9 |
| 2    | Real Ariquemes | 11 | 6 | 3 | 2 | 1 | 9  | 9  | 0  |
| 3    | Galvez         | 6  | 6 | 1 | 3 | 2 | 10 | 12 | -2 |
| 4    | Santos-AP      | 1  | 6 | 0 | 1 | 5 | 3  | 10 | -7 |

### Gruppo A3
| Pos. | Squadra          | Pt | G | V | N | P | GF | GS | DR  |
| ---- | ---------------- | -- | - | - | - | - | -- | -- | --- |
| 1    | Moto Club        | 14 | 6 | 4 | 2 | 0 | 16 | 4  | +12 |
| 2    | São Raimundo-PA  | 13 | 6 | 4 | 1 | 1 | 12 | 7  | +5  |
| 3    | Ypiranga-AP      | 5  | 6 | 1 | 2 | 3 | 8  | 13 | -5  |
| 4    | Atlético Roraima | 1  | 6 | 0 | 1 | 5 | 3  | 15 | -12 |

### Gruppo A4
| Pos. | Squadra             | Pt | G | V | N | P | GF | GS | DR |
| ---- | ------------------- | -- | - | - | - | - | -- | -- | -- |
| 1    | Bragantino-PA       | 9  | 6 | 3 | 0 | 3 | 8  | 7  | +1 |
| 2    | Floresta            | 9  | 6 | 2 | 3 | 1 | 11 | 7  | +4 |
| 3    | River               | 9  | 6 | 2 | 3 | 1 | 10 | 7  | +3 |
| 4    | Santa Cruz de Natal | 5  | 6 | 1 | 2 | 3 | 6  | 14 | -8 |

### Gruppo A5
| Pos. | Squadra           | Pt | G | V | N | P | GF | GS | DR |
| ---- | ----------------- | -- | - | - | - | - | -- | -- | -- |
| 1    | Atlético Cearense | 15 | 6 | 5 | 0 | 1 | 12 | 6  | +6 |
| 2    | Central-PE        | 9  | 6 | 3 | 0 | 3 | 10 | 7  | +3 |
| 3    | Altos             | 9  | 6 | 3 | 0 | 3 | 7  | 10 | -3 |
| 4    | Maranhão          | 3  | 6 | 1 | 0 | 5 | 10 | 16 | -6 |

### Gruppo A6
| Pos. | Squadra        | Pt | G | V | N | P | GF | GS | DR  |
| ---- | -------------- | -- | - | - | - | - | -- | -- | --- |
| 1    | América-RN     | 14 | 6 | 4 | 2 | 0 | 20 | 1  | +19 |
| 2    | América-PE     | 10 | 6 | 3 | 1 | 2 | 8  | 8  | 0   |
| 3    | Bahia de Feira | 7  | 6 | 3 | 1 | 2 | 12 | 5  | +7  |
| 4    | Serrano-PB     | 0  | 6 | 0 | 0 | 6 | 2  | 28 | -26 |

### Gruppo A7
| Pos. | Squadra             | Pt | G | V | N | P | GF | GS | DR  |
| ---- | ------------------- | -- | - | - | - | - | -- | -- | --- |
| 1    | Jacuipense          | 15 | 6 | 5 | 0 | 1 | 11 | 2  | +9  |
| 2    | ASA                 | 13 | 6 | 4 | 1 | 1 | 8  | 5  | +3  |
| 3    | Campinense          | 7  | 6 | 2 | 1 | 3 | 6  | 5  | +1  |
| 4    | Vitória das Tabocas | 0  | 6 | 0 | 0 | 6 | 3  | 16 | -13 |

### Gruppo A8
| Pos. | Squadra             | Pt | G | V | N | P | GF | GS | DR |
| ---- | ------------------- | -- | - | - | - | - | -- | -- | -- |
| 1    | Fluminense de Feira | 12 | 6 | 3 | 3 | 0 | 8  | 4  | +4 |
| 2    | Salgueiro           | 10 | 6 | 2 | 4 | 0 | 8  | 6  | +2 |
| 3    | Sergipe             | 5  | 6 | 1 | 2 | 3 | 11 | 10 | +1 |
| 4    | Coruripe            | 4  | 6 | 1 | 1 | 4 | 2  | 9  | -7 |

### Gruppo A9
| Pos. | Squadra      | Pt | G | V | N | P | GF | GS | DR  |
| ---- | ------------ | -- | - | - | - | - | -- | -- | --- |
| 1    | Itabaiana    | 13 | 6 | 4 | 1 | 1 | 9  | 5  | +4  |
| 2    | Juazeirense  | 11 | 6 | 3 | 2 | 1 | 8  | 4  | +4  |
| 3    | Aparecidense | 9  | 6 | 3 | 0 | 3 | 8  | 5  | +3  |
| 4    | Interporto   | 1  | 6 | 0 | 1 | 5 | 2  | 13 | -11 |

### Gruppo A10
| Pos. | Squadra     | Pt | G | V | N | P | GF | GS | DR |
| ---- | ----------- | -- | - | - | - | - | -- | -- | -- |
| 1    | Iporá       | 10 | 6 | 3 | 1 | 2 | 7  | 5  | +2 |
| 2    | Sinop       | 9  | 6 | 2 | 3 | 1 | 7  | 8  | -1 |
| 3    | Corumbaense | 7  | 6 | 2 | 1 | 3 | 9  | 9  | 0  |
| 4    | Palmas      | 6  | 6 | 1 | 3 | 2 | 5  | 6  | -1 |

### Gruppo A11
| Pos. | Squadra            | Pt | G | V | N | P | GF | GS | DR |
| ---- | ------------------ | -- | - | - | - | - | -- | -- | -- |
| 1    | Patrocinense       | 10 | 6 | 3 | 1 | 2 | 9  | 7  | +2 |
| 2    | União Rondonópolis | 10 | 6 | 3 | 1 | 2 | 10 | 9  | +1 |
| 3    | Anapolina          | 8  | 6 | 2 | 2 | 2 | 6  | 6  | 0  |
| 4    | Operário-MS        | 5  | 6 | 1 | 2 | 3 | 6  | 9  | -3 |

### Gruppo A12
| Pos. | Squadra       | Pt | G | V | N | P | GF | GS | DR |
| ---- | ------------- | -- | - | - | - | - | -- | -- | -- |
| 1    | Caldense      | 16 | 6 | 5 | 1 | 0 | 7  | 1  | +6 |
| 2    | Vitória-ES    | 11 | 6 | 3 | 2 | 1 | 7  | 4  | +3 |
| 3    | Portuguesa-RJ | 7  | 6 | 2 | 1 | 3 | 5  | 6  | -1 |
| 4    | Sobradinho    | 0  | 6 | 0 | 0 | 6 | 1  | 9  | -8 |

### Gruppo A13
| Pos. | Squadra     | Pt | G | V | N | P | GF | GS | DR  |
| ---- | ----------- | -- | - | - | - | - | -- | -- | --- |
| 1    | Brasiliense | 12 | 6 | 3 | 3 | 0 | 5  | 2  | +3  |
| 2    | Ituano      | 11 | 6 | 3 | 2 | 1 | 11 | 3  | +8  |
| 3    | URT         | 6  | 6 | 1 | 3 | 2 | 2  | 3  | -1  |
| 4    | Serra       | 2  | 6 | 0 | 2 | 4 | 1  | 11 | -10 |

### Gruppo A14
| Pos. | Squadra              | Pt | G | V | N | P | GF | GS | DR  |
| ---- | -------------------- | -- | - | - | - | - | -- | -- | --- |
| 1    | Grêmio Novorizontino | 14 | 6 | 4 | 2 | 0 | 13 | 3  | +10 |
| 2    | Hercílio Luz         | 9  | 6 | 3 | 0 | 3 | 5  | 6  | -1  |
| 3    | Itaboraí             | 5  | 6 | 1 | 2 | 3 | 6  | 10 | -4  |
| 4    | Tupi                 | 5  | 6 | 1 | 2 | 3 | 5  | 10 | -5  |

### Gruppo A15
| Pos. | Squadra       | Pt | G | V | N | P | GF | GS | DR  |
| ---- | ------------- | -- | - | - | - | - | -- | -- | --- |
| 1    | Brusque       | 15 | 6 | 5 | 0 | 1 | 15 | 6  | +9  |
| 2    | Boavista-RJ   | 15 | 6 | 5 | 0 | 1 | 9  | 5  | +4  |
| 3    | Gaúcho        | 3  | 6 | 1 | 0 | 5 | 5  | 8  | -3  |
| 4    | Foz do Iguaçu | 3  | 6 | 1 | 0 | 5 | 3  | 13 | -10 |

### Gruppo A16
| Pos. | Squadra          | Pt | G | V | N | P | GF | GS | DR |
| ---- | ---------------- | -- | - | - | - | - | -- | -- | -- |
| 1    | Cianorte         | 13 | 6 | 4 | 1 | 1 | 5  | 3  | +2 |
| 2    | Caxias           | 11 | 6 | 3 | 2 | 1 | 8  | 4  | +4 |
| 3    | São Caetano      | 5  | 6 | 1 | 2 | 3 | 7  | 7  | 0  |
| 4    | Atlético Tubarão | 4  | 6 | 1 | 1 | 4 | 7  | 13 | -6 |

### Gruppo A17
| Pos. | Squadra     | Pt | G | V | N | P | GF | GS | DR |
| ---- | ----------- | -- | - | - | - | - | -- | -- | -- |
| 1    | Avenida     | 10 | 6 | 3 | 1 | 2 | 6  | 5  | +1 |
| 2    | Ferroviária | 9  | 6 | 3 | 0 | 3 | 4  | 3  | +1 |
| 3    | Maringá     | 8  | 6 | 2 | 2 | 2 | 4  | 5  | -1 |
| 4    | Joinville   | 7  | 6 | 2 | 1 | 3 | 3  | 4  | -1 |

## Seconda fase
| Squadra 1          | Totale          | Squadra 2            | Andata | Ritorno |
| ------------------ | --------------- | -------------------- | ------ | ------- |
| São Raimundo-PA    | 2 - 1           | São Raimundo-RR      | 1 - 0  | 1 - 1   |
| Real Ariquemes     | 2 - 6           | Manaus               | 1 - 2  | 1 - 4   |
| Floresta           | 5 - 3           | Moto Club            | 3 - 3  | 2 - 0   |
| Bragantino-PA      | 4 - 2           | Atlético Cearense    | 3 - 0  | 1 - 2   |
| América-PE         | 1 - 2           | América-RN           | 1 - 0  | 0 - 2   |
| Central-PE         | 3 - 3 (3-5 dcr) | Jacuipense           | 2 - 0  | 1 - 3   |
| Salgueiro          | 1 - 2           | Fluminense de Feira  | 1 - 1  | 0 - 1   |
| ASA                | 3 - 4           | Itabaiana            | 2 - 0  | 1 - 4   |
| União Rondonópolis | 2 - 5           | Iporá                | 2 - 3  | 0 - 2   |
| Juazeirense        | 1 - 1 (5-4 dcr) | Patrocinense         | 1 - 0  | 0 - 1   |
| Ituano             | 4 - 1           | Caldense             | 2 - 1  | 2 - 0   |
| Vitória-ES         | 2 - 1           | Brasiliense          | 0 - 0  | 2 - 1   |
| Boavista-RJ        | 1 - 1 (4-2 dcr) | Grêmio Novorizontino | 0 - 1  | 1 - 0   |
| Hercílio Luz       | 0 - 2           | Brusque              | 0 - 0  | 0 - 2   |
| Ferroviária        | 0 - 0 (3-4 dcr) | Cianorte             | 0 - 0  | 0 - 0   |
| Caxias             | 0 - 0 (6-5 dcr) | Avenida              | 0 - 0  | 0 - 0   |

## Terza fase
| Squadra 1           | Totale          | Squadra 2  | Andata | Ritorno |
| ------------------- | --------------- | ---------- | ------ | ------- |
| São Raimundo-PA     | 1 - 1 (3-4 dcr) | Manaus     | 1 - 0  | 0 - 0   |
| Bragantino-PA       | 1 - 3           | Floresta   | 0 - 0  | 1 - 3   |
| América-RN          | 0 - 1           | Jacuipense | 0 - 0  | 0 - 1   |
| Fluminense de Feira | 0 - 3           | Itabaiana  | 0 - 1  | 0 - 2   |
| Juazeirense         | 1 - 1 (4-3 dcr) | Iporá      | 1 - 1  | 0 - 0   |
| Vitória-ES          | 1 - 2           | Ituano     | 0 - 0  | 1 - 2   |
| Boavista-RJ         | 1 - 4           | Brusque    | 1 - 1  | 0 - 3   |
| Caxias              | 2 - 1           | Cianorte   | 0 - 0  | 2 - 1   |

## Fase finale
|  | Quarti di finale | Quarti di finale | Quarti di finale | Quarti di finale | Quarti di finale |  |  | Semifinali    | Semifinali    | Semifinali | Semifinali | Semifinali |   |       | Finale        | Finale        | Finale | Finale | Finale |  |
|  |                  |                  |                  |                  |                  |  |  |               |               |            |            |            |   |       |               |               |        |        |        |  |
|  | Ituano           | Ituano           | 3                | 0                | 3                |  |  |               |               |            |            |            |   |       |               |               |        |        |        |  |
|  | Itabaiana        | Itabaiana        | 1                | 1                | 2                |  |  | Ituano        | Ituano        | 2          | 0          | 2 (3)      |   |       |               |               |        |        |        |  |
|  | Juazeirense      | Juazeirense      | 1                | 0                | 1                |  |  | Brusque (dtr) | Brusque (dtr) | 0          | 2          | 2 (4)      |   |       |               |               |        |        |        |  |
|  | Brusque          | Brusque          | 0                | 4                | 4                |  |  |               |               |            |            |            |   |       | Brusque (dtr) | Brusque (dtr) | 2      | 2      | 4 (6)  |  |
|  | Floresta         | Floresta         | 2                | 0                | 2                |  |  |               |               | Manaus     | Manaus     | 2          | 2 | 4 (5) |               |               |        |        |        |  |
|  | Jacuipense       | Jacuipense       | 2                | 1                | 3                |  |  | Jacuipense    | Jacuipense    | 1          | 0          | 1          |   |       |               |               |        |        |        |  |
|  | Caxias           | Caxias           | 1                | 0                | 1                |  |  | Manaus        | Manaus        | 1          | 1          | 2          |   |       |               |               |        |        |        |  |
|  | Manaus           | Manaus           | 0                | 3                | 3                |  |  |               |               |            |            |            |   |       |               |               |        |        |        |  |